# شمس‌الدین ذهبی

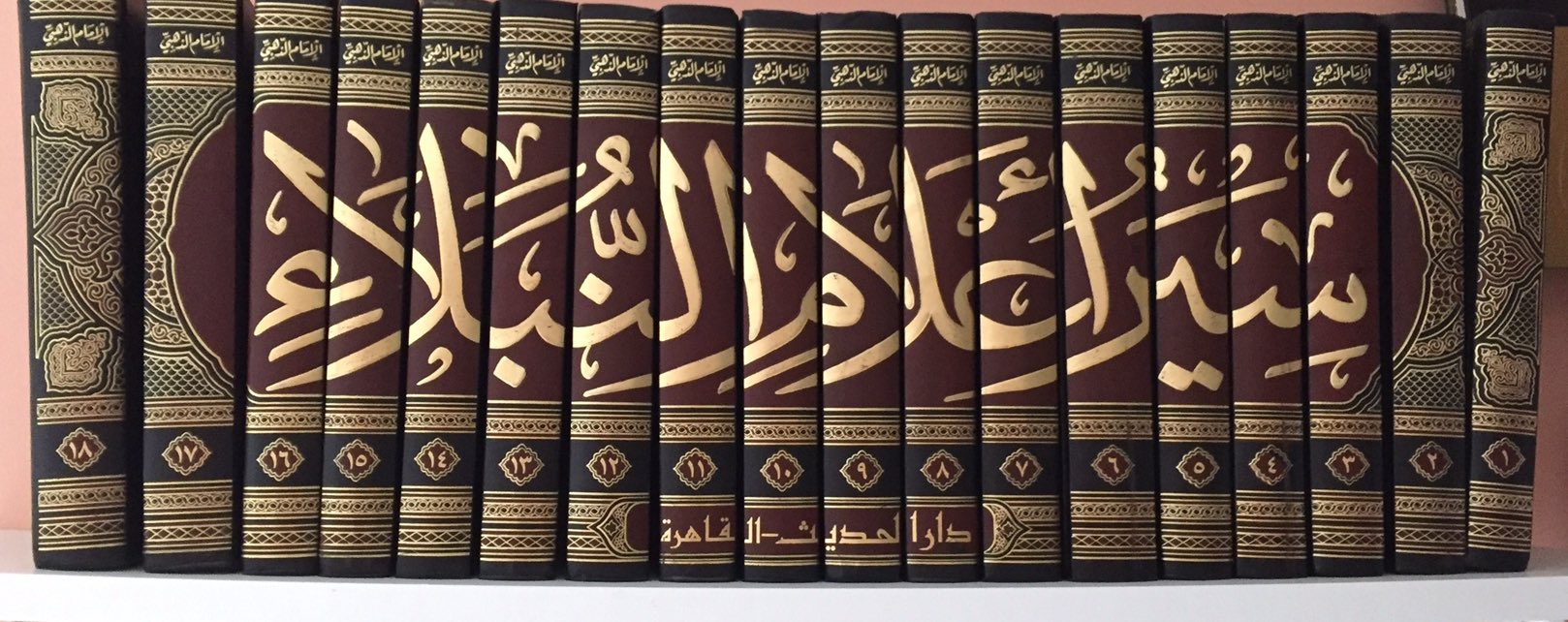
مجموعه کتاب سیراعلام النبلاء

شمس‌الدین ذهبی، محدث و تاریخ‌نگار مسلمان و سیره‌نویس اهل سنت در سده هشتم و نهم قمری بود. او در دمشق متولد شد و  در سال ۷۴۸ هجری قمری درگذشت. وی در فقه پیرو شافعی است و در کلام به اهل حدیث گرایش دارد.
سیر اعلام النبلاء از او کتابی دربارهٔ علم رجال است.
او در علم رجال بسیار سخت گیر بوده به طوری که ابان بن تغلب که خود ذهبی او را توثیق می‌کند هم در کتاب المغنی فی الضعفا نوشته‌است.

## آثار
1.کتاب تاریخ الاسلام در بیست جلد. ۲. تاریخ النبلا در بیست جلد. ۳. الدول الاسلامیه. ۴. طبقات القراء. ۵. طبقات الحفاظ در دو جلد. ۶. نباءالرجال. ۷. تذهیب التهذیب. ۸. اختصار تهذیب الکمال در سه جلد. ۹. اختصار کتاب الاطراف در دو جلد. ۱۰. اختصارالتذهیب. ۱۱. اختصار سنن البیهقی در پنج جلد. ۱۲. میزان الاعتدال فی نقد الرجال در سه جلد. ۱۳. المشتبه فی الاسماء و الانساب. ۱۴. تنقیح احادیث التعلیق لابن الجوزی. ۱۵. المستحلی اختصار. ۱۶. المحلی. ۱۷. المقتنی فی الکنی. ۱۸. المقتفی فی الضعفا. ۱۹. العبر فی خبر من غبر در دو جلد. ۲۰. اختصارالمستدرک للحاکم در دو جلد. ۲۱. مختصر تاریخ ابن عساکر در ده جلد. ۲۲. مختصرتاریخ الخطیب البغدادی در دو جلد. ۲۳. اختصار تاریخ نیشابور. ۲۴. الکبائر. ۲۵. احادیث مختصر ابن الحاجب. ۲۶. توقیف اهل التوفیق علی مناقب الصدیق. ۲۷. نعم السمر فی سیره عمر. ۲۸. التبیان فی مناقب عثمان. ۲۹. فتح الطالب فی اخبار علی بن ابیطالب. ۳۰. معجم الاشیاخ. ۳۱. اختصار کتاب الجهاد لابن عساکر. ۳۲. ما بعدالموت. ۳۳. اختصار کتاب القدر للبیهقی. ‌۳۴. هالة البدر فی عدد اهل بدر. ۳۵. اختصار تقویم البلدان لابی الفدا. ۳۶. نقض الجعبه فی اخبار شعبه. ۳۷. قضا نهارک فی اخبار ابن المبارک. ۳۸. اخبار ابی مسلم الخراسانی. ۳۹. کتاب تذکرة الحفاظ و میزان الاعتدال. ۴۰. الکاشف. ۴۱.  رسالة طرق حديث «من كنت مولاه فعلي مولاه».